# Джузеппе Туччі
Джузеппе Туччі (італ. Giuseppe Tucci; 5 червня 1894, Мачерата, Марке, Італія — 5 квітня 1984, Сан-Поло-дель-Кавальєрі, Італія) — італійський тибетолог, індолог і релігієзнавець. Академік (1929), професор. Фахівець з історії буддизму. Вважається основоположником італійської тибетології.

## Біографія
У ранньому віці досягнув серйозних успіхів у вивченні мов (івриту, китайської мови і санскриту), а також стародавньої історії. У 1911 році зібрана юним науковцем колекція латинських епіграфів була опублікована в престижному «Огляді Німецького археологічного інституту». Незважаючи на труднощі, пов'язані з Першою світовою війною, в 1919 році Джузеппе успішно закінчив філологічний факультет Римського університету.
Через шість років він поїхав до Британської Індії й оселився в Шантінікетані (передмістя Колкати), де знаходився великий освітній центр, заснований Рабіндранатом Тагором. Там він став викладати італійську та китайську мови, паралельно вивчаючи буддизм і тибетську мову й публікуючи наукові праці різноманітної тематики.
У 1929 році наукове співтовариство Італії удостоює Туччі звання академіка (Accademico d'Italia). У 1930 році, провівши п'ять років в Індії (встигнувши попрацювати, крім Шантінікетану, в університетах Колкати, Дакки і Варанасі), сходознавець повертається на батьківщину. Його запрошують на посаду професора китайської мови і літератури в неаполітанський Університет Сходу, і Туччі їде на південь Італії, однак в сфері його інтересів перше місце займає не китайська, а індо-тибетська, гімалайська культура. Це знаходить відображення в наукових працях, створених ним на рубежі 1920-1930-тих років, присвячених, зокрема, філософії Дігнаги та історії індійсько-тибетського відлюдництва й аскетизму.
У листопаді 1932 року Джузеппе Туччі повертається в альма-матер, де очолює кафедру релігії і філософії Індії та Далекого Сходу. Тут він займався науковими дослідженнями і викладацькою діяльністю аж до 1969 року.
Між 1929 і 1948 роками академік зробив вісім наукових експедицій до Тибету, дослідивши невідомі європейській науці монастирі різних традицій. Перші результати були опубліковані в 1932 році в Римі у виданні «Indo-Tibetica». Всього вийшло сім томів цієї серії. Як зауважив В. М. Монтлевич, матеріали експедицій Туччі безцінні, «бо час і культурна революція в Китаї вже багато погубили» з побаченого й задокументованого італійським тибетологом. Зібрані під час поїздок в «Країну снігів» історичні та етнографічні джерела численні і різноманітні. До їх числа відносяться буддійські і бонські тексти, скульптури, танки (живопис), а також близько 12 000 якісних фотографічних знімків.
Впродовж 1950-тих років Туччі здійснив експедиції в Непал (1950—1954), Пакистан (1955), Афганістан (1957) та Іран (1959), де проводив археологічні розкопки і реставрацію буддійських пам'ятників.
Не менш успішно йшла кабінетна робота — аналіз і систематизація джерел й підготовка публікацій. Праці вченого політематичні, проте перевага незмінно віддається духовній культурі Гімалайського регіону. Монографії «Tibetan Painted Scrolls» (1949), «Teoria e pratica del Mandala» (1949), «Tibet, paese delle nevi» (1967), «Релігії Тибету» (1970) визнаються в Італії та поза її межами (в тому числі в СРСР) і кілька разів перевидаються за життя автора різними мовами.
Крім досліджень, Джузеппе Туччі вів активну організаторську діяльність. У 1933 році він, разом з філософом Джованні Джентіле, заснували Італійський інститут Близького і Далекого Сходу (Istituto per il Medio e l'Estremo Oriente), на базі якого в 1995 році був відкритий Італійський інститут Африки і Сходу. Під його керівництвом видавалися наукові серії: «Asiatica», «East and West», «Serie Orientale Roma» та інші. Фактично особистими зусиллями Туччі в Італії сформувалася найбільша в Європі буддологічна школа.
Туччі писав популярні статті в італійські видання, в яких критикував раціоналізм європейської індустріалізації 1930-тих — 1940-вих років і висловлював прагнення до справжнього співіснування з природою, яке, як він стверджував, можна було зустріти в Азії. За словами тибетолога Дональда Лопеса-молодшого, "для Туччі Тибет був екологічним раєм і позачасовою утопією, в якій промислова Європа, фігурально висловлюючись, могла врятуватися і знайти мир, зцілення від західних недуг, і в якій Європа могла знайти своє власне початкове минуле, щоб повернутися до нього ".
Член-кореспондент Британської академії (1959).
Вважається, що Дж. Туччі підтримував фашистський режим Муссоліні (тісно співпрацюючи з його ідеологом Джентіле). Він робив це офіційно і публічно, подібно багатьом вченим свого часу. У листопаді 1936 — січні 1937 року Туччі був представником Муссоліні в Японії, куди поїхав для поліпшення відносин між Італією та Японією, а також для ведення фашистської пропаганди. 27 квітня 1937 року виступив на радіо з промовою японською мовою. Його невтомна діяльність в цій країні підготувала ґрунт для вступу Італії в Антикомінтернівський пакт, що відбулося 6 листопада того ж року. Що ж стосується його особистої позиції, відомості про це російською мовою досі не опубліковані.

## Публікації
Перу Туччі належить близько 360 наукових публікацій. Дві роботи перекладені російською мовою. Нижче наведена коротка бібліографія вченого.
- Полеміка в монастирі Сам'є / пер. з англ. А. І. Бреславця // Гаруда. — 1997. № 1, № 2.
- Релігії Тибету / пер. з італ. О. В. Альбеділя. — СПб.: Євразія, 2005.
- Святі і розбійники незвіданого Тибету: щоденник експедиції в Західний Тибет. 1935 / пер. з італ. А. А. Малигіна. — СПб.: Алетейя, 2004.
- A Lhasa e oltre. — Roma: La Libreria dello Stato, 1950.
- Asia religiosa. — Roma: Partenia, 1946.
- Il libro tibetano dei morti. — Milano: Bocca, 1949.
- Indo-tibetica 1: Mc'od rten e ts'a ts'a nel Tibet indiano ed occidentale: contributo allo studio dell'arte religiosa tibetana e del suo significato . — Roma: Reale Accademia d'Italia, 1932.
- Indo-tibetica 2: Rin c'en bzan po e la rinascita del buddhismo nel Tibet intorno al Mille . — Roma: Reale Accademia d'Italia, 1933.
- Indo-tibetica 3: I templi del Tibet occidentale e il loro simbolismo artistico . 2 vols. — Roma: Reale Accademia d'Italia, 1935—1936.
- Indo-tibetica 4: Gyantse ed i suoi monastery. 3 vols. — Roma: Reale Accademia d'Italia, 1941.
- Italia e Oriente. — Milano: Garzanti, 1949.
- Nepal: alla scoperta dei Malla. — Bari: Leonardo da Vinci, 1960.
- Preliminary report on two scientific expeditions in Nepal. — Roma: IsMEO, 1956.
- Storia della filosofia indiana. — Bari: Laterza, 1957.
- Teoria e pratica del Mandala. — Roma: Astrolabio, 1949.
- The Sacred Character of the Kings of Ancient Tibet // East and West. Vol. VI. № 3. 1955. P. 197—205.
- The Tombs of the Tibetan Kings. — Roma: IsMEO, 1950.
- Tibet. — Genève: Nagel, 1973.
- Tibet, paese delle nevi. — Novara: De Agostini, 1967.
- Tibetan folksongs from the district of Gyantse. — Ascona: Artibus Asiae, 1949.
- Tibetan Painted Scrolls. 3 voll. — Roma: Istituto Poligrafico e Zecca dello Stato, 1949.